# Areopag
Areopag (grško Areios pagos, Aresov grič) je grič v Atenah, Grčija, severozahodno od Akropole. Ime bi naj dobil po grškem bogu vojne Aresu (Areios Pagos). Areopag označuje tudi atensko vrhovno sodišče, ki se je nekdaj tam sestajalo. 
Po zatonu antične Grčije je grič postal kraj srečevanja filozofov različnih smeri. Vsak Grk ali tujec je lahko tam predstavil svoje mnenje ali imel govor, čemur so Atenčani radi prisluhnili. Za izobražene Grke je bila to največja zabava in dogodek v mestu.
Na Areopagu je imel tudi apostol Pavel svoj znameniti nagovor Atencem. Med poslušalci je bil tudi atenski sodnik Dionizij. Kot navaja antični zgodovinar Evzebij Cezarejski, je Dionizij ob tej priliki sprejel krščansko vero in postal prvi atenski škof. Krščanstvo se je po njem razširilo in na atenskih tleh ostalo vse do danes.